# Chevington
Chevington is een plaats en civil parish in het bestuurlijke gebied St. Edmundsbury, in het Engelse graafschap Suffolk met 630 inwoners.

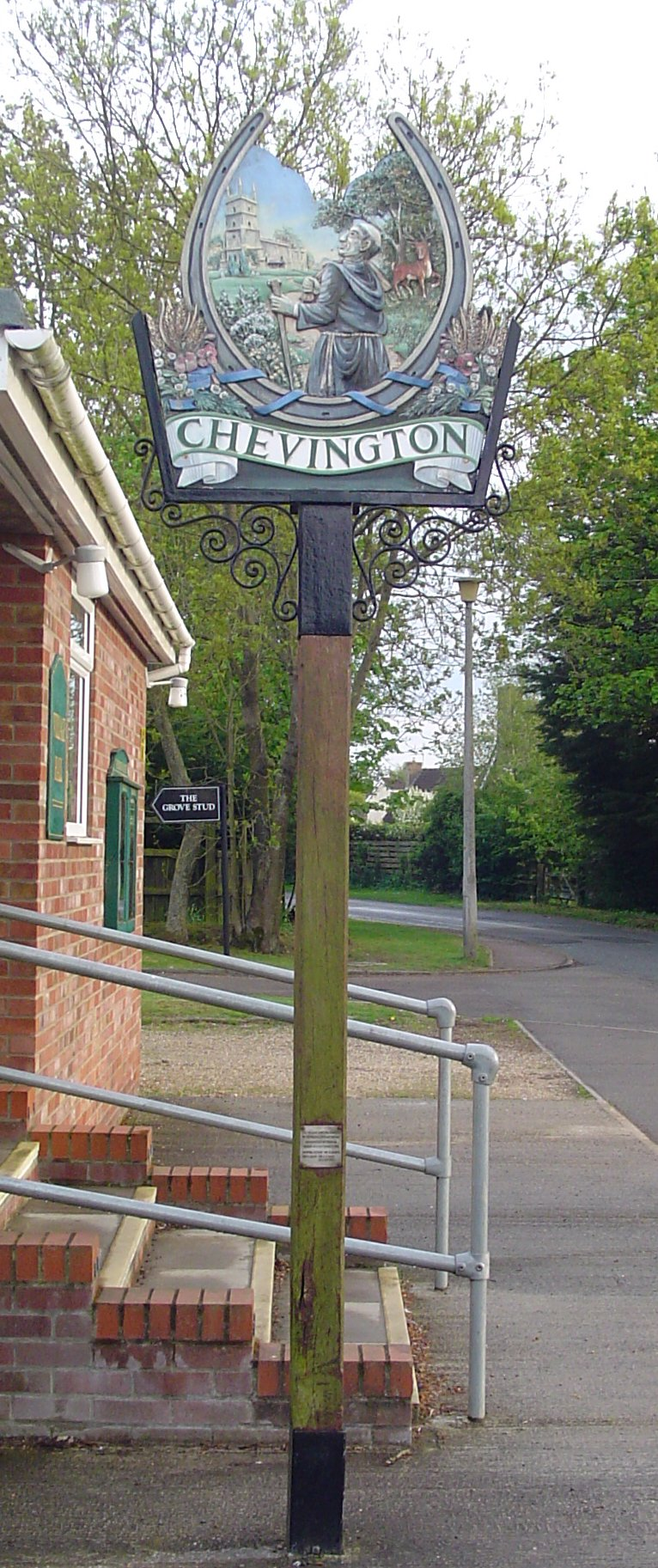
Chevington